# Apatura phaenacia
Apatura phaenacia är en fjärilsart som beskrevs av William Chapman Hewitson 1869. Apatura phaenacia ingår i släktet Apatura och familjen praktfjärilar. Inga underarter finns listade i Catalogue of Life.